# Mouvement Chipko
 (juin 2024).
Le mouvement Chipko est au départ un groupe de villageoises de la région du Garhwal (Etat de l'Uttarakhand) en Inde, qui se sont opposées à l'exploitation commerciale de leurs forêts. Le mouvement est surtout connu pour sa tactique consistant à se coller aux arbres, en les entourant de ses bras pour empêcher que l'on ne les coupe ou scie. 
Le nom du mouvement vient du mot hindi « andolan » signifiant mouvement et de l'argot hindi chipko qui se traduirait en français familier par « pot de colle ». Chipko andolan est un mouvement dont les membres se « collent aux arbres ». Cette démonstration des « chipko » vise autant à défendre dans l'urgence les arbres face aux tronçonneuses qu'à expliquer au gouvernement central que leur culture et que leur économie locales ne font qu'un avec les arbres. Couper leurs arbres revient à les couper elles-mêmes - malheureuse fin que plusieurs d'entre-elles accepteront. 
La comparaison avec le terme tree hugger (ceux qui embrassent les arbres) est donc légèrement réductrice même si le mouvement « tree hugger » semble dérivé du Chipko Andolan. Le Chipko Andolan ne défend pas, lui, l’idée de nature mais bien plus l’idée d'une culture locale non dissociable de ses arbres. 
Un des traits les plus saillants de ses mobilisations est la participation massive des femmes, inspirées entre autres par le Mahatma Gandhi.

## Historique

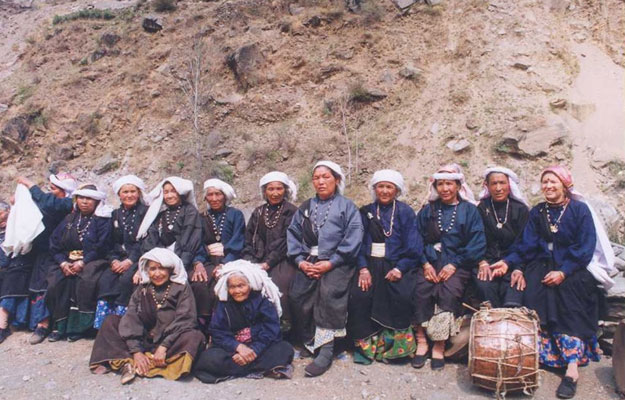
Réunion, trente ans après, des survivantes de la première action entièrement féminine du mouvement Chipko dans le village de Reni en 1974

La première action du mouvement Chipko a lieu en avril 1973 dans le village de Mandal dans la vallée de l'Alakananda. Ce mouvement et les actions s'étendent durant les cinq années suivantes dans de nombreux ex-districts himalayens de l'Uttar Pradesh. Le mouvement est lancé à la suite de la décision du gouvernement de répartir une zone d'une partie de la vallée de l'Alakananda à une société de fournitures sportives.  Cette décision indigne les villageois car une demande similaire de leur part pour la fabrication de matériel et d'outils agricoles avait été rejetée. Encouragées par une ONG locale, Dasoli Gram Swarajya Sangh, les villageoises de la région sont allés dans la forêt et formèrent un cercle autour des arbres pour empêcher de les couper.  Cette action non violente réussit. Le mouvement s'est aujourd'hui étendu dans d'autres états de l'Union fédérale Indienne ainsi qu'ailleurs dans le monde. Dans les années 1980 le mouvement permit l'instauration d'un moratoire de 15 ans sur l'abattage des arbres dans l'état de l'Uttarakhand, puis la même décision fut appliquée par l'état de l'Uttar Pradesh.
Le mouvement chipko ne se reconnait pas de hiérarchie, mais des porte paroles célèbres les ont soutenu dès les années 1970 ; Vandana Shiva, Sunderlal Bahuguna et Chandi Prasad Bhatt, un environnementaliste. 
Vandana Shiva narre les péripéties du mouvement chipko dans son livre Ecoféminisme paru en 1993.
Sunderlal Bahuguna est un philosophe gandhien natif de la ville de Tehri, qui s'est illustré notamment par son opposition au barrage de Tehri. Il a cessé l'organisation de toute action en 1995 après un accident de bus où de nombreux activistes périrent. D'après Bahuguna, cet accident fut une attaque délibérée des autorités contre un mouvement trop dérangeant.

## Précurseurs
Dans les années 1720, la communauté Bishnoï dans la région du Marwar (Etat du Rajasthan, Inde) est reconnue pour avoir été la première à s'être opposée de cette manière à la déforestation. Venant de 84 villages, un grand nombre de villageois, menés par l'Indienne Amrita Devi, se sont opposés aux soldats envoyés par le Maharaja de Jodhpur en défendant les arbres Khejri. Au total, 363 villageois et villageoises ont perdu la vie. 
Ensuite le Maharaja ordonna un décret royal interdisant l'abattage des arbres de tous les villages Bishnoï.